# Kurt Stern
Kurt Stern (Berlín, 18 de septiembre de 1907 - Ibídem, 3 de septiembre de 1989) fue un periodista, comunista, escritor, guionista y traductor alemán. Desde 1949 residió en la República Democrática Alemana, donde entabló amistad con Johannes R. Becher, Anna Seghers y Christa Wolf.

## Vida
Pertenecía a una familia judía de Berlín. Sus padres fueron deportados y asesinados en Auschwitz.
Aprobó un aprendizaje comercial y acudió a una escuela nocturna para estudiar bachillerato. Más adelante estudió en París. En 1927 ingresó en el Partido Comunista de Alemania (KPD) y entre 1930 y 1931 fue jefe de la fracción estudiantil. En 1932 se trasladó a Francia para estudiar en La Sorbona y allí se casó con Jeanne Machin, a quien había conocido en Berlín. Después fue redactor de la revista mensual político-literaria Unsere Zeit y entre 1936 y 1939 fue comisario político de las Brigadas Internacionales en España. Estuvo internado en el sur de Francia en un campo de concentración, donde escribió un diario que fue publicado en el año 2006 y que es considerado como un documento importante de la emigración alemana.
En 1942 consiguió huir a México, donde colaboró con el Comité Nacional por una Alemania Libre; en 1944 fue secretario del club Heinrich Heine y redactor de la revista Freies Deutschland. En 1946 regresó a Francia y a Alemania donde se hizo miembro del Partido Socialista Unificado de Alemania (PSUA). Trabajó como escritor independiente y junto con su esposa escribió guiones para la DEFA. Residió en la calle 201 en la llamada «colonia de la inteligencia». Fue miembro del PEN Club Internacional de la República Democrática Alemana y miembro de la junta directiva de la Deutscher Schriftstellerverband. 
Se encuentra enterrado en el cementerio Pankow III.

## Reconocimientos
- 1952 Internationaler Friedenspreis
- 1952 Nationalpreis der DDR (clase I)
- 1955 Nationalpreis der DDR (clase II)
- 1956 Medalla Hans Beimler
- 1970 Premio Heinrich Mann[4]
- 1972 Vaterländischer Verdienstorden (plata)
- 1982 Estrella de la Amistad de los Pueblos (oro)
- 1987 Vaterländischer Verdienstorden (oro)

## Guiones
- 1952 Das verurteilte Dorf
- 1954 Stärker als die Nacht
- 1960 Das Leben beginnt

## Trabajos
- Schlachtfelder (1967, reportaje)
- Vietnam (1969, reportaje)
- Paris (1972, reportaje)
- Was wird mit uns geschehen? Tagebücher der Internierung 1939 und 1940 (2006, diario)